# Suili Cesoní
Suili Cesoní (en llatí: Suilius Caesoninus) va ser un dels acusats quan Valèria Messalina, la dona de l'emperador romà Claudi, va fer una cerimònia de casament amb el jove Gai Sili (Caius Silius). Va participar en la cerimònia i va estar a punt de ser executat però es va salvar, segons diu Tàcit.